# Sternotomis andrewesi
Sternotomis andrewesi är en skalbaggsart som beskrevs av Stefan von Breuning 1935. Sternotomis andrewesi ingår i släktet Sternotomis och familjen långhorningar. Inga underarter finns listade i Catalogue of Life.